# Беловар
Беловар је насеље у саставу Града Загреба. Налази се у четврти Сесвете. До територијалне реорганизације у Хрватској налазио се у саставу старе загребачке приградске општине Сесвете.

## Историја
Место се тако назива до 1880. и од 1991. године. Између тога зове се Беловар-Моравче.
Када је почетком јуна 1931. године свратио у Беловар, југословенски краљ Александар I Карађорђевић, разговарао је месним католичким жупником Јамбрешчаком и ратаром Цветком Стругаром.

## Становништво
На попису становништва 2011. године, Беловар је имао 378 становника.

## Попис1991.
На попису становништва 1991. године, насељено место Беловар је имало 296 становника, следећег националног састава:
| Попис 1991.‍  | Попис 1991.‍  | Попис 1991.‍ | Попис 1991.‍ | Попис 1991.‍ |
| ------------ | ------------ | ----------- | ----------- | ----------- |
|              |              |             |             |             |
| Хрвати       | Хрвати       |             | 294         | 99,32%      |
| Срби         | Срби         |             | 1           | 0,33%       |
| регион. опр. | регион. опр. |             | 1           | 0,33%       |
| укупно: 296  |              |             |             |             |